# José Navas
José Navas Amores (Portugalete, Vizcaya, 2 de diciembre de 1957) es un político español, miembro de Ezker Batua-Berdeak.

## Biografía
José Navas nació en la localidad vizcaína de Portugalete en 1957. Tiene formación como electricista, habiendo cursado maestría industrial. Navas llegó a la política desde el mundo del sindicalismo. 
Fue concejal de Izquierda Unida en su localidad natal entre 1991 y 1996. En 1996 abandonó su cargo de concejal al ser elegido Diputado del Congreso por la Provincia de Vizcaya dentro de la candidatura de Izquierda Unida-Ezker Batua. Fue Diputado entre 1996 y 2000 dentro del Grupo Parlamentario Federal de Izquierda Unida. De esta forma José Navas se convirtió en el único diputado que ha obtenido en su historia la coalición Izquierda Unida en el País Vasco. Su elección coincidió con el techo electoral histórico de esta formación política que llegó a obtener el 9,21% de los votos en el País Vasco en aquellas elecciones, el mejor resultado de su historia.
Volvió a ocupar el cargo de concejal en Portugalete entre 1999 y 2003. En 2001 la sede de Izquierda Unida-Ezker Batua en Portugalete sufrió un ataque de kale borroka tras votar Navas en contra de permitir el homenaje a un expreso de ETA.
En 2002 se traslada a vivir a Vitoria donde entra a trabajar como asesor del Consejero de Vivienda y Asuntos Sociales del Gobierno Vasco, Javier Madrazo. Su labor fue la de técnico de presupuestos en la Consejería de Vivienda y Asuntos Sociales.
Instalado en Vitoria, pasó a convertirse rápidamente en cabeza visible de su partido en el ámbito local de la capital alavesa. Fue candidato de Ezker Batua-Berdeak a la alcaldía de Vitoria en las elecciones municipales de 2003 y 2007, siendo elegido en ambas ocasiones concejal y ejerciendo como portavoz de su partido en el consistorio vitoriano. En las elecciones municipales de 2011 fue por tercera vez candidato de su partido a la alcaldía de Vitoria, pero en esta ocasión no logró revalidar su acta, al quedar su partido sin representación en el consistorio vitoriano.